# マキシム・ル・マルシャン
マキシム・ル・マルシャン（Maxime Le Marchand  ,  1989年10月11日 - ）は、フランス・イル＝エ＝ヴィレーヌ県サン・マロ出身の元プロサッカー選手。現役時代のポジションはDF。

## 来歴
2000年にスタッド・レンヌのアカデミーチームに入団。2008-09シーズン途中にトップチームに昇格し、3年契約を締結。しかし、2009-10シーズン開幕前にリーグ・ドゥのル・アーブルACへのローン移籍が決定。2009年8月7日のCSスダン・アルデンヌ戦でプロデビュー。同月30日にヴァンヌOC戦で、プロ初ゴールを記録。同シーズンは27試合に出場。翌年6月にル・アーブルへの完全移籍に合意。2014-15シーズンまで主力として活躍した。
2015年6月25日、OGCニースに移籍。8月8日のASモナコ戦で、リーグ・アン初出場。15日のトロワAC戦で、トップリーグ初ゴールを記録。以後主力DFとして定着し、2016-17シーズンはリーグ3位に貢献。2017-18シーズンのUEFAヨーロッパリーグにも出場した。
2018年7月12日、イングランド・プレミアリーグのフラムFCと契約した。
2021年2月1日、ロイヤル・アントワープFCへのローン移籍が発表された。
2021年8月26日、RCストラスブールに移籍した。
2023年6月26日、現役引退を表明した。

## その他
- ジャン・セリとはOGCニース時代からのチームメイトで、同じ日にフラムFCに移籍が決定した[5]。